# Rachel Blanchard
Rachel Elise Blanchard (ur. 19 marca 1976 w Toronto) – kanadyjska aktorka filmowa i telewizyjna, znana między innymi z roli Cher Horowitz w serialu Słodkie zmartwienia.

## Życiorys
Ma dwójkę rodzeństwa, brata i siostrę. Po ukończeniu Havergal College i liceum rozpoczęła studia na Uniwersytecie Królowej w Kingston. Po rozpoczęciu kariery jako Cher Horowitz w serialu ABC pt. Słodkie zmartwienia przeniosła się na studia psychologiczne na Uniwersytecie Kalifornijskim w Los Angeles.
W 1999 zagrała Monikę Jones w horrorze Furia: Carrie 2 w reżyserii Katt Shea. Jej późniejsze role to Tiffany Henderson w filmie fabularnym Ostra jazda, udział w produkcji Joego Medjucka z Tomem Greenem oraz Słodkie i ostre z Meną Suvari z 2001. Grała także w popularnym amerykańskim serialu Siódme niebo w latach 2002–2004 (dwa sezony). Jej ważne role to kreacja Mercedes Harbont w thrillerze Węże w samolocie, jak i rola Maureen O’Flathery w dramacie Davida Cronenberga Gdzie leży prawda z 2005, gdzie zagrała młodą kobietę, która ginie w tajemniczych okolicznościach. Zagrała także w komedii Wiosła w dłoń rolę Flower oraz w Czas na rewanż (Comeback Season) u boku Raya Liotty. Na swoim koncie ma takie filmy, jak Wild Dogs, Chasing Holden, Bez wyjścia z Harveyem Keitelem czy Zostałem sam z Judy Davis.
W drugiej dekadzie XXI wieku grała m.in. w serialu Fargo, You Me Her i Another Period.
Blanchard ma się pojawić w serialu The Summer I Turned Pretty i filmie Głęboka woda (Dark Water).
Dwukrotnie znalazła się na liście „Najseksowniejszych Dziewczyn” według magazynu FHM, zajmując odpowiednio 73. miejsce w 2001 i 37. w 2002.

## Wybrana filmografia
- Dzieciaki z ulicy Degrassi (The Kids of Degrassi Street; 1984–1985) jako Melanie Schlegel
- Wojna światów (War of the Worlds; 1988–1990) jako Debi McCullough
- Anioł stróż (Clarence; 1990) jako Jill
- Czy boisz się ciemności? (Are You Afraid of the Dark?; 1990–1993) jako Kristen
- Zostałem sam (On My Own; 1992) jako Tania
- Chris Cross (1993) jako Dinah McGee
- Żelazny Orzeł 4 (Iron Eagle IV; 1995) jako Kitty Shaw
- Młody Ivanhoe (Young Ivanhoe; 1995) jako Rowena
- Tucker, Becka i inni (Flash Forward; 1995-1996) jako Ellen Fisher
- Słodkie zmartwienia (Clueless; 1996–1999) jako Cher Horowitz
- Furia: Carrie 2 (The Rage: Carrie 2; 1999) jako Monica Jones
- Ostra jazda (Road Trip; 2000) jako Tiffany Henderson
- Chasing Holden (2001) jako T.J. Jensen
- Bez wyjścia (Nailed; 2001) jako Kelly
- Słodkie i ostre (Sugar & Spice; 2001) jako Hannah
- Wild Dogs (2002) jako Moll
- Siódme niebo (7th Heaven; 2002–2004) jako Roxanne Richardson
- Wiosła w dłoń (Without a Paddle; 2004) jako Flower
- Peep Show (2004–2007) jako Nancy
- Gdzie leży prawda (Where the Truth Lies; 2005) jako Maureen
- Czas na rewanż (Comeback Season; 2006) jako Chloe Pearce
- Węże w samolocie (Snakes on a Plane; 2006) jako Mercedes
- Palec (Careless; 2007) jako Cheryl
- Adoration (2008) jako Rachel
- Growing Op (2008) jako Crystal Connors
- Anne of Green Gables: A New Beginning (2009) jako Louisa Thomas
- Amerykańskie ciacho (Spread; 2009) jako Emily
- Zabójcze sąsiedztwo (Open House; 2010) jako Alice
- Szalony rok (Daydream Nation; 2010) jako panna Budge
- Overnight (2012) jako Jenny
- My Uncle Rafael (2012) jako Michele
- Mad Ship (2013) jako Adeline
- Scrapper (2013) jako Sharon
- Dark Hearts (2014) jako Clarissa
- Fargo (2014) jako Kitty Nygaard
- Another Period (2015) jako Endive Savoy
- You Me Her (2015-2018) jako Emma Trakarsky
- Getting to Know You (2020) jako Kayla